# ベスレネイ人
ベスレネイ人（ベスレネイじん、カバルド語: Bеслъэней, Bestləney ; ロシア語: Бесленеевцы;  英語: Besleney）とは、ロシア連邦カラチャイ・チェルケス共和国に居住するチェルケス人の一派である。

## 概要

カラチャイ・チェルケス共和国におけるチェルケス人の民族旗

アディゲ人（チェルケス人）の12の氏族の一つであり、ロシア連邦のカラチャイ・チェルケス共和国に居住している。
カバルダ・バルカル共和国のカバルド人、アディゲ共和国のアディゲ人、クラスノダール地方のシャプスグ人とともに、ソビエト連邦の行政区画によって四つに分断されたチェルケス人とされる。すなわち、カラチャイ・チェルケス共和国のチェルケス人というと、主にベスレネイ人のことを指す。
他のチェルケス人と同じ系列言語、同じ伝統、習慣、文化を有している。カバルド語の方言であるベスレネイ方言を話す。チェルケス人の中では、民族的にはカバルド人に近いとされ、カバルド人と共に東チェルケス人というグループに属する。